# Titor
Titor (Poecile) är ett släkte i fågelfamiljen mesar som tidigare ingick i släktet Parus. Efter jämförande genetiska och morfologiska studier behandlar idag de flesta auktoriteter Poecile som ett distinkt släkte. Namnet Poecile har ofta kategoriserats som femininum. Men Johann Jakob Kaup, auktor för taxonet Poecile, specificerade inte detta och genom att följa regelverket uppsatt av ICZN så måste släktnamnet kategoriseras som maskulinum.
Samurajmes placerades tidigare i Poecile, men betraktas nu efter genetiska studier allt oftare utgöra ett eget släkte Sittiparus (tillsammans med vitpannad mes.
Poecile i striktare bemärkelse kan delas upp i följande utvecklingslinjer enligt Johansson et al 2013:
- En basal linje med de troliga systerarterna balkanmes och vitbrynad mes
- Europeiska och asiatiska arterna kanelmes, entita, hyrkanmes, talltita och sikangtita
- Amerikanska arter, som vidare kan delas upp i de brunhättade mesarna lappmes, kanadames och rostmes å ena sidan och arterna karolinatita, amerikansk talltita, bergtita  och mexikansk tita å andra sidan.

Johansson et al 2013 visar alltså att hyrkanmes, tidigare betraktad som underart till balkanmes, snarare är en del av talltitekomplexet, liksom att amerikansk talltita inte är nära släkt med talltita trots att de tidigare betraktades utgöra samma art och är väldigt lika till utseendet. 
Artgränserna inom talltitekomplexet är fortfarande oklara och Johansson et al 2013 rekommenderar därför att sichuantita tills vidare bör betraktas som underart till talltita, liksom "songarmes" (P. montanus songarensis). Sichuantita erkänns dock vanligen idag som egen art.
Nedanstående artlista följer AviList:
- Vitbrynad mes (Poecile superciliosus)
- Balkanmes (Poecile lugubris)
- Kanelmes (Poecile davidi)
- Entita (Poecile palustris)
- Hyrkanmes (Poecile hyrcanus) – tidigare underart till balkanmes
- Sikangtita (Poecile hypermelaenus) – tidigare underart till entita
- Sichuantita (Poecile weigoldicus) – behandlas ibland som underart till talltita
- Talltita (Poecile montanus)
- Lappmes (Poecile cinctus)
- Rostmes (Poecile rufescens)
- Kanadames (Poecile hudsonicus)
- Bergtita (Poecile gambeli)
- Mexikansk tita (Poecile sclateri)
- Karolinatita (Poecile carolinensis)
- Amerikansk talltita (Poecile atricapillus)